# یاسر محمود (شمشیر باز)
یاسر محمود (انگلیسی: Yasser Mahmoud؛ زادهٔ ۵ نوامبر ۱۹۷۵) ورزشکار شمشیر باز سابق مصری است. او در بازی‌های المپیک تابستانی ۲۰۰۴، در رشته انفرادی و تیمی مسابقه شمشیربازی در بخش اپه حضور داشت.